# Patryk Rajkowski
Patryk Rajkowski (Kórnik, 22 de febrero de 1996) es un deportista polaco que compite en ciclismo en la modalidad de pista, especialista en las pruebas de velocidad.
Ganó tres medallas en el Campeonato Europeo de Ciclismo en Pista, en los años 2021 y 2023. Participó en los Juegos Olímpicos de Tokio 2020, ocupando el octavo lugar en la prueba de velocidad por equipos.

## Medallero internacional
| Campeonato Europeo | Campeonato Europeo | Campeonato Europeo | Campeonato Europeo    |
| Año                | Lugar              | Medalla            | Competición           |
| ------------------ | ------------------ | ------------------ | --------------------- |
| 2021               | Grenchen ( Suiza)  | Medalla de bronce  | Velocidad por equipos |
| 2021               | Grenchen ( Suiza)  | Medalla de bronce  | 1 km contrarreloj     |
| 2023               | Grenchen ( Suiza)  | Medalla de plata   | Keirin                |